# Blindfische
Die Blindfische (Amblyopsidae), auch Nordamerikanische Höhlenfische genannt, sind eine Familie innerhalb der Ordnung der Barschlachsartigen (Percopsiformes). Die meisten Arten leben in Höhlen im Süden und Osten der USA und sind an das Leben in der Dunkelheit angepasst. Nur der Trugkärpfling (Chologaster cornuta) kommt in oberirdischen Gewässern vor.

## Merkmale
Blindfische sind spindelförmig gestreckt, eher klein, werden sechs bis elf Zentimeter lang und sind ohne Pigmentierung, weshalb sie weiß erscheinen. Die Augen sind rudimentär, lediglich Amblyopsis spelaea besitzt kleine Augen. Bei Jungfischen sind kleine Augen noch vorhanden, die aber schnell degenerieren und von Haut überwachsen werden. Der Körper ist von unregelmäßig angeordneten Cycloidschuppen bedeckt, der Kopf ist schuppenlos. Das Maul ist groß, mit einem in der Regel vorstehenden Unterkiefer. Die Prämaxillare (ein Knochen des Oberkiefers) ist segmentiert, Kiefer und Gaumenbein sind bezahnt. In gefalteten Wülsten auf Kopf, Rumpf und Schwanz sitzen in Reihen angeordnete, papillenartige Ferntastsinnesorgane. Die Bauchflossen fehlen, lediglich Amblyopsis spelaea hat noch kleine Bauchflossen mit 0 bis 6 Flossenstrahlen. Rücken- und Afterflosse stehen sich annähernd symmetrisch gegenüber. Eine Fettflosse fehlt. 
Flossenformel: Dorsale 0–II/7–12, Anale 0–II/7–11.
Das Seitenlinienorgan fehlt oder ist unvollständig. Die Fische haben 27 bis 35 Wirbel. Bei ausgewachsenen Blindfischen liegt die Geschlechtspapille kehlständig zwischen den Kiemenmembranen. Die abgegebenen Eier (bis 70) gelangen in die Kiemenhöhle der Weibchen, werden erst dort besamt und dort sehr langsam erbrütet (Kiemenhöhlenbrüter). Die Larven schlüpfen nach etwa acht Wochen.

## Systematik
Die Blindfische werden in sieben Arten in fünf Gattungen unterteilt:
- Gattung Amblyopsis

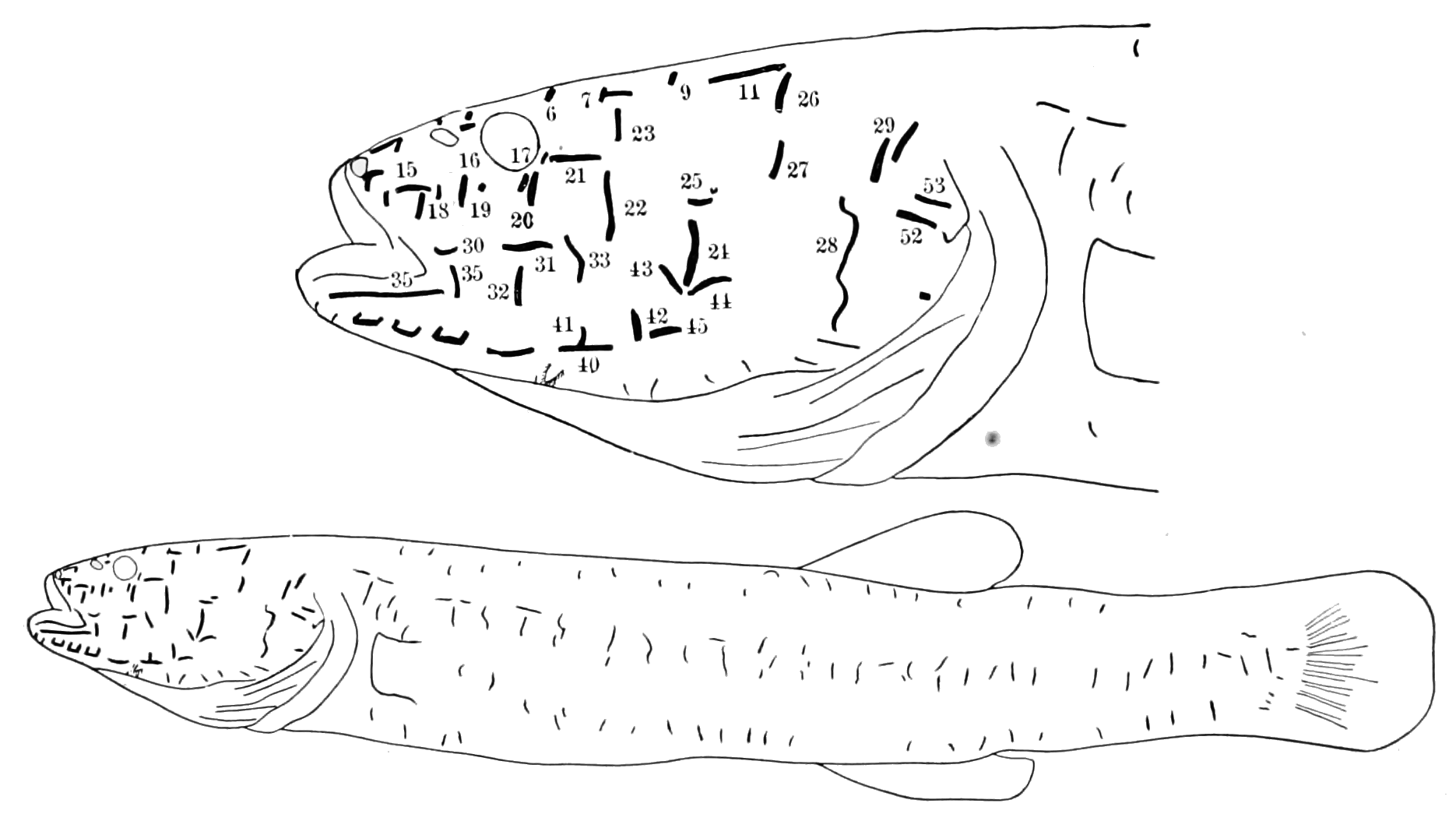
Forbesichthys agassizii mit eingezeichneten Ferntastsinnesorganen.

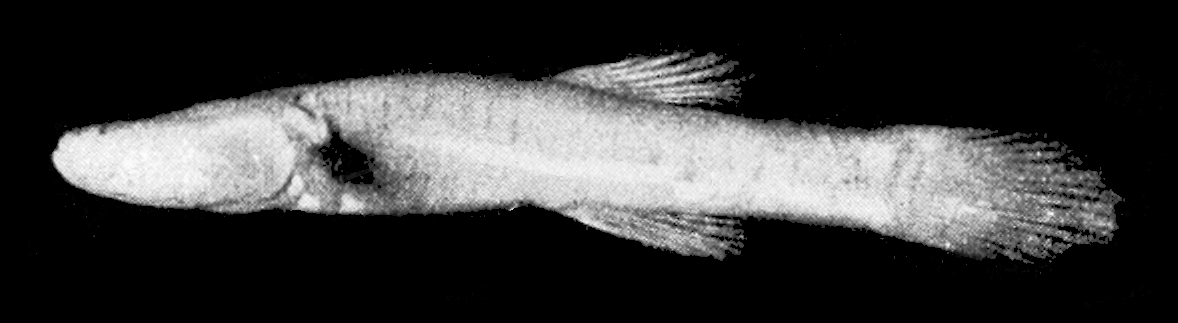
Typhlichthys subterraneus

  - Amblyopsis hoosieri Niemiller et al., 2014
  - Amblyopsis rosae
  - Blinder Trugkärpfling (Amblyopsis spelaea)
- Gattung Chologaster
  - Trugkärpfling (Chologaster cornuta)
- Gattung Forbesichthys
  - Forbesichthys agassizii
- Gattung Speoplatyrhinus
  - Speoplatyrhinus poulsoni
- Gattung Typhlichthys
  - Typhlichthys subterraneus